# Jan van der Meij (Fußballspieler)
Jan van der Meij (* 8. Februar 1937 in Venlo; † 2. April 2002 ebenda) war ein niederländischer Fußballspieler.

## Werdegang

### Karriere
Van der Meij war Mittelfeldspieler und spielte von 1958 bis 1965 für VVV-Venlo; er kam in dieser Zeit auf einen Profi-Einsatz in der Eredivisie in der Saison 1961/1962 am 26. November 1961. Es folgte nach seinem Debüt ein weiteres Jahr für die erste Mannschaft von Venlo, bevor er zu seinem Jugendverein SV Blerick zurückkehrte. van der Meij spielte von 1962 bis 1964, zwei weitere Jahre, bevor er erneut für den VVV-Venlo unterschrieb. Nach seiner Rückkehr lief er in 7 Spielen für Venlo auf, bevor er seine Karriere bei den Rijnsburgse Boys ausklingen. Van der Meij spielte insgesamt 8 Spiele und erzielte ein Tor für VVV Venlo in der höchsten niederländischen Spielklasse.

### Tod
Im Alter von 65 Jahren verstarb van der Meij am 2. April 2002.

### Trivia
Sein damals 18 Monate alter Enkel Baerke van der Meij sorgte im April 2011 für Schlagzeilen, als er mit Filzstiften einen 10-Jahres-Vertrag beim Fußballverein VVV-Venlo unterschrieb. Sein Sohn Jorg hatte zuvor ein Video des Kleinen bei YouTube ins Netz gestellt.

## Vereine
- 1958–1962: VVV Venlo[9]
- 1962–1964: SV Blerick
- 1964–1965: VVV-Venlo